# 수원컨벤션센터
수원컨벤션센터(Suwon Convention Center)는 대한민국 경기도 수원시 영통구 광교중앙로에 있는 전시장 건물이다.

## 연혁
- 2019년 3월 29일: 개관

## 교통
- ● 신분당선 광교중앙역

## 근접한 건물
- 롯데시네마 광교
- 롯데백화점 광교
- CGV 광교
- 스타벅스 광교갤러리아6F점

## 같이 보기
- 코엑스
- 코엑스 마곡 르웨스트
- 킨텍스